# Operação Monte Carlo

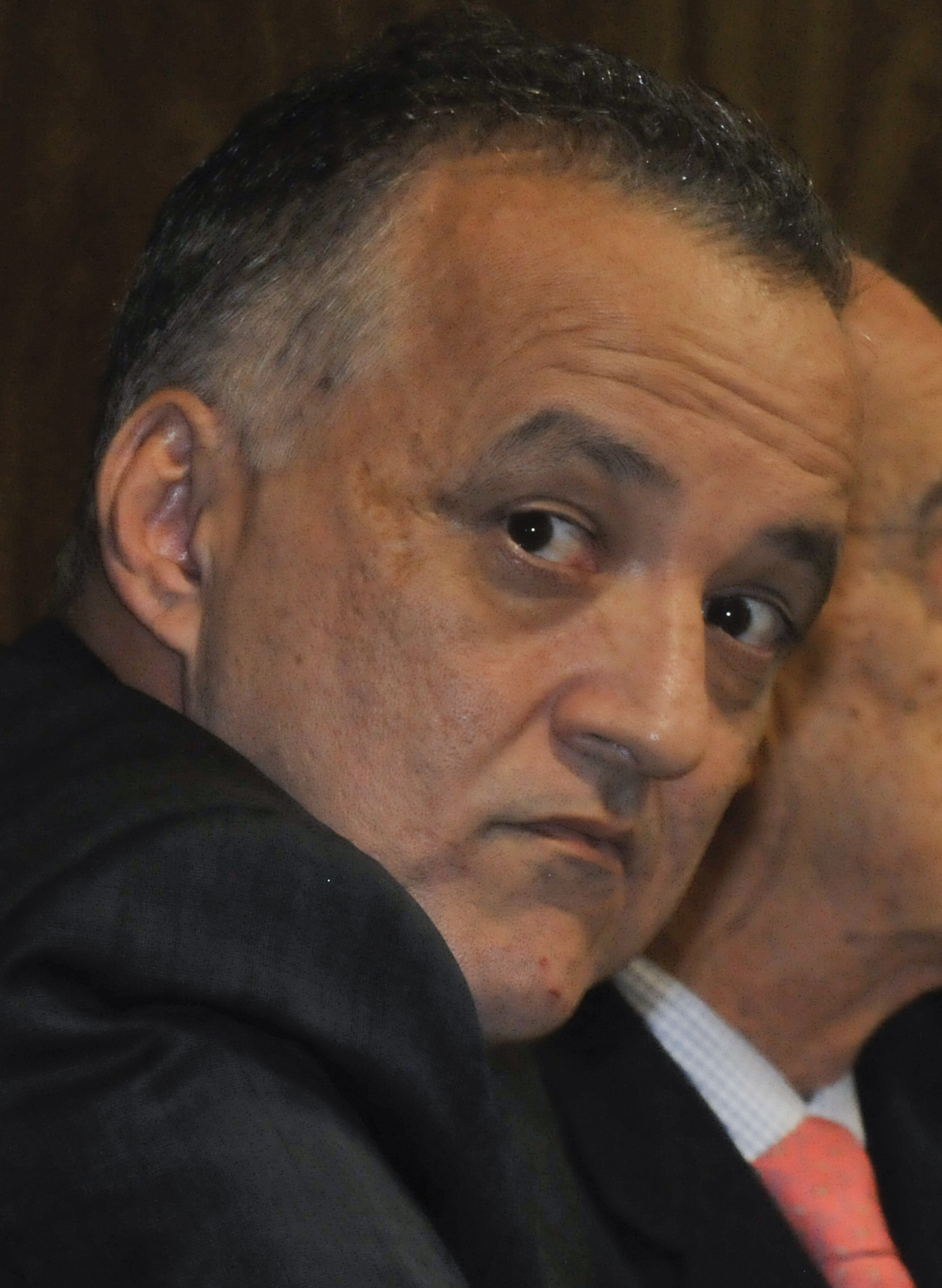
Epicentro das investigações que desencadearam a Operação Monte Carlo, empresário Carlinhos Cachoeira.

A Operação Monte Carlo foi montada pelo Departamento de Polícia Federal para desarticular uma organização que explorava máquinas caça-níqueis e jogos de azar em Goiás.
Entre as apreensões feitas, constam uma frota de vinte e dois veículos, uma grande quantia de dinheiro, além de armas e joias. Ainda, foram detidos dois policiais federais em um total de vinte e oito prisões.
Entre os meios utilizados pela Polícia Federal, estão grampos telefônicos utilizados em conversas de Idalberto Matias Araújo, o Dadá, sargento aposentado da aeronáutica, e do bicheiro Carlinhos Cachoeira. Dadá e Cachoeira estão presos desde fevereiro de 2012, acusados de integrar esquema de exploração de jogo ilegal.
Gravações da PF mostraram que houve:
- repasse de informações sobre investigações policiais ao senador Demóstenes Torres;
- iniciativas de “varreduras” em órgãos públicos por parte do grupo criminoso;
- indicações a cargos públicos em Goiás e Minas Gerais.[3]

Por meio de gravações da Polícia Federal, foi possível interceptar conversas consideradas suspeitas entre estes e diversos políticos como Demóstenes Torres (sem partido-GO), além de conversas em que aparecem nomes de pessoas ligadas ao governo do Distrito Federal, chefiado por Agnelo Queiroz (PT) e do governo de Marconi Perillo (PSDB), de Goiás. Outros três citados na operação foram os deputados Carlos Alberto Leréia (PSDB-GO), Sandes Júnior (PP-GO) e Stepan Nercessian (PPS-RJ).

## Trâmite judicial
As escutas telefônicas foram autorizadas pelo juiz federal Paulo Augusto Moreira Lima. Lima também foi o juiz responsável por determinar a prisão de Carlinhos Cachoeira.
A legalidade das escutas telefônicas foi questionada pelos advogados de Cachoeira e de Demóstenes Torres, mas foram consideradas legais no dia 18 de junho de 2012 pela 3ª Turma do Tribunal Regional Federal da 1ª Região, por dois votos a um. O voto contrário à legalidade das escutas foi dado pelo juiz Fernando Tourinho Neto, que também determinou em 29 de fevereiro de 2012 a soltura de Cachoeira, sob o argumento de que o grupo que explorava jogos ilegais já não existiria mais. Entretanto Cachoeira não foi liberado, pois a juíza Ana Cláudia Barreto, da 5ª Vara da Justiça do Distrito Federal, indeferiu pedido da defesa para revogar outro mandado de prisão referente à Operação Saint-Michel, desdobramento da Monte Carlo.
| “ | Atualmente, o quadro é outro. A poeira assentou. A excepcionalidade da prisão preventiva já pode ser afastada. | ” |

No dia 18 de junho de 2012, o senador Pedro Taques (PDT-MT) criticou duramente o voto de Tourinho Neto, dizendo conhecer decisões polêmicas de Tourinho Neto "de longa data", informando que o magistrado várias vezes tomou decisões de nulificar investigações e ações penais movidas pelo Ministério Público Federal, as quais foram retificadas posteriormente pelo Superior Tribunal de Justiça.
Na tentativa de acelerar o julgamento do caso, o juiz Paulo Lima havia marcado audiências de instrução do processo, que envolve 81 pessoas, para o dia 1 de junho de 2012. No entanto, por decisão do juiz federal Tourinho Neto, do Tribunal Regional Federal da 1ª Região, as audiências foram canceladas, argumentando que as audiências só poderiam ocorrer depois de realizadas algumas diligências solicitadas pela defesa de Cachoeira.
No dia 18 de junho de 2012, Paulo Augusto Moreira Lima foi afastado do caso, sob a alegação de ser juiz substituto, o que permite seu remanejamento caso seja necessário preencher outros postos. Em nota oficial, a presidência do TRF/1.ª Região informou ainda que o remanejamento ocorreu "em virtude de ajuste referente a férias e convocação pelo TRE/GO, de magistrado da 3.ª Vara".

## Deputados Federais citados

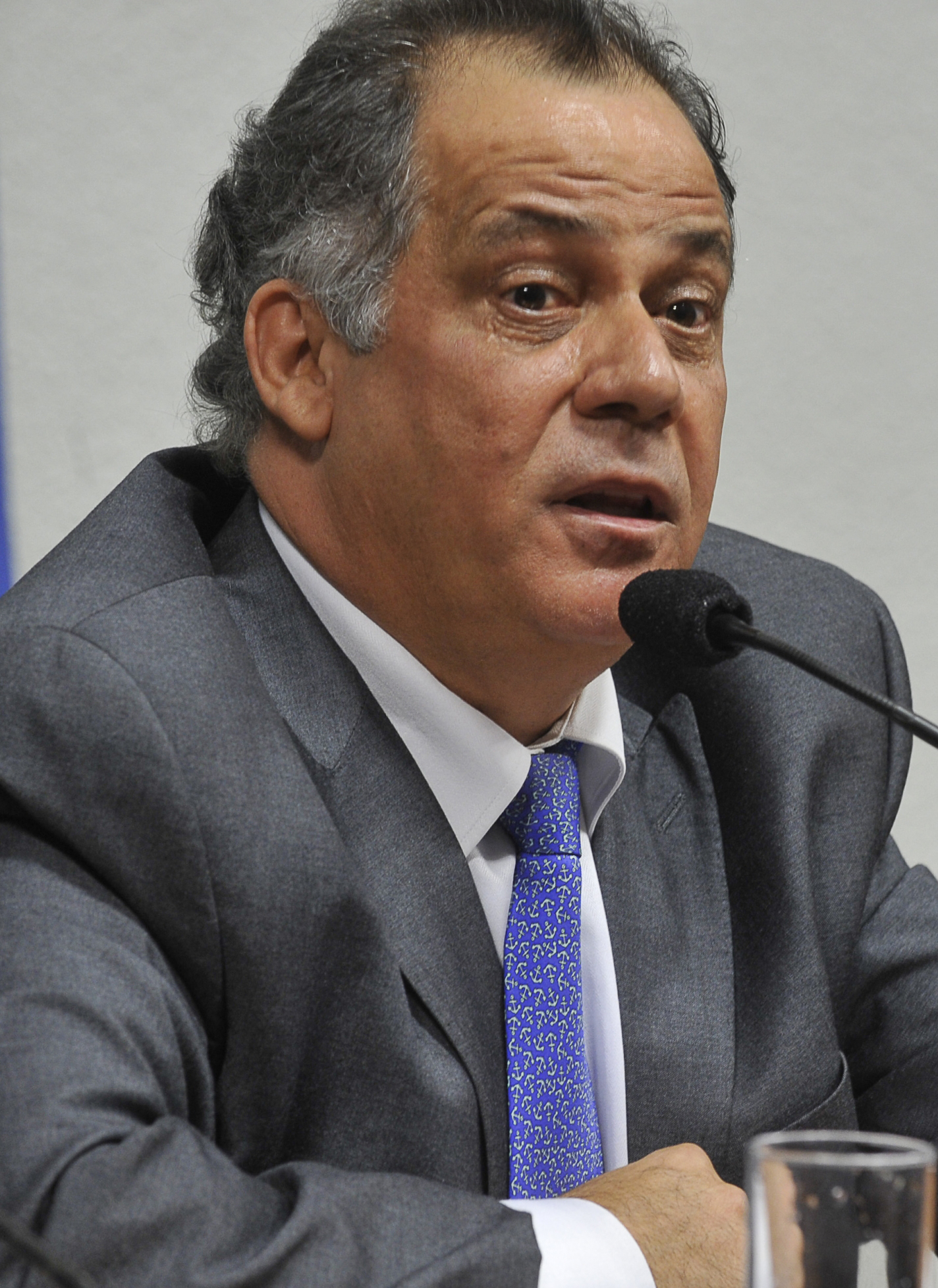
Deputado federal Carlos Alberto Leréia depondo na CPMI.

### Carlos Alberto Leréia
Carlos Alberto Leréia (PSDB-GO) chegou ceder um avião de sua propriedade a investigados pela Operação Monte Carlo. Carlos Leréia, que afirmou em discurso no pleńario da Câmara ser amigo pessoal de Carlinhos Cachoeira, foi flagrado nas escutas feitas pela PF durante a Operação Monte Carlo recebendo o código de segurança do cartão de crédito de Cachoeira, para que o deputado pudesse fazer uma compra na Internet.
Leréia também aparece em escuta em diálogos com Wladimir Garcez cobrando um suposto depósito de R$ 100 mil de Garcez.

### Jovair Arantes

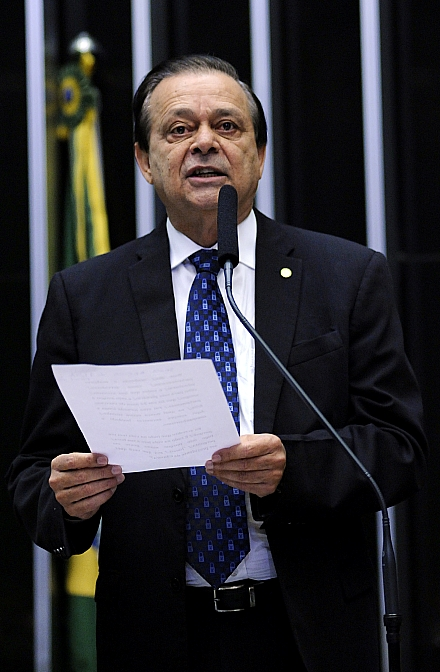
Jovair Arantes, outro deputado envolvido no escândalo.

O deputado federal Jovair Arantes (PTB-GO) foi citado no relatório da Operação Monte Carlo. O parlamentar foi flagrado em ligação telefônica pedindo ajuda a Cachoeira.
Jovair Arantes não nega que tenha relações com o contraventor. Segundo ele, "todos em Goiás conhecem Cachoeira por ele ser um empresário de sucesso".
| “ | Não vou negar a amizade porque o cara foi preso. Eu não era muito próximo, mas o conhecia. Sou o tipo de cara que não fica procurando se a pessoa tem problema na vida dela. Não sei se ele ganhou dinheiro em jogo, se era um negócio legal ou ilegal. Não me interessa. Não sei, não me aprofundei nem quero me aprofundar | ” |

### Leonardo Vilela

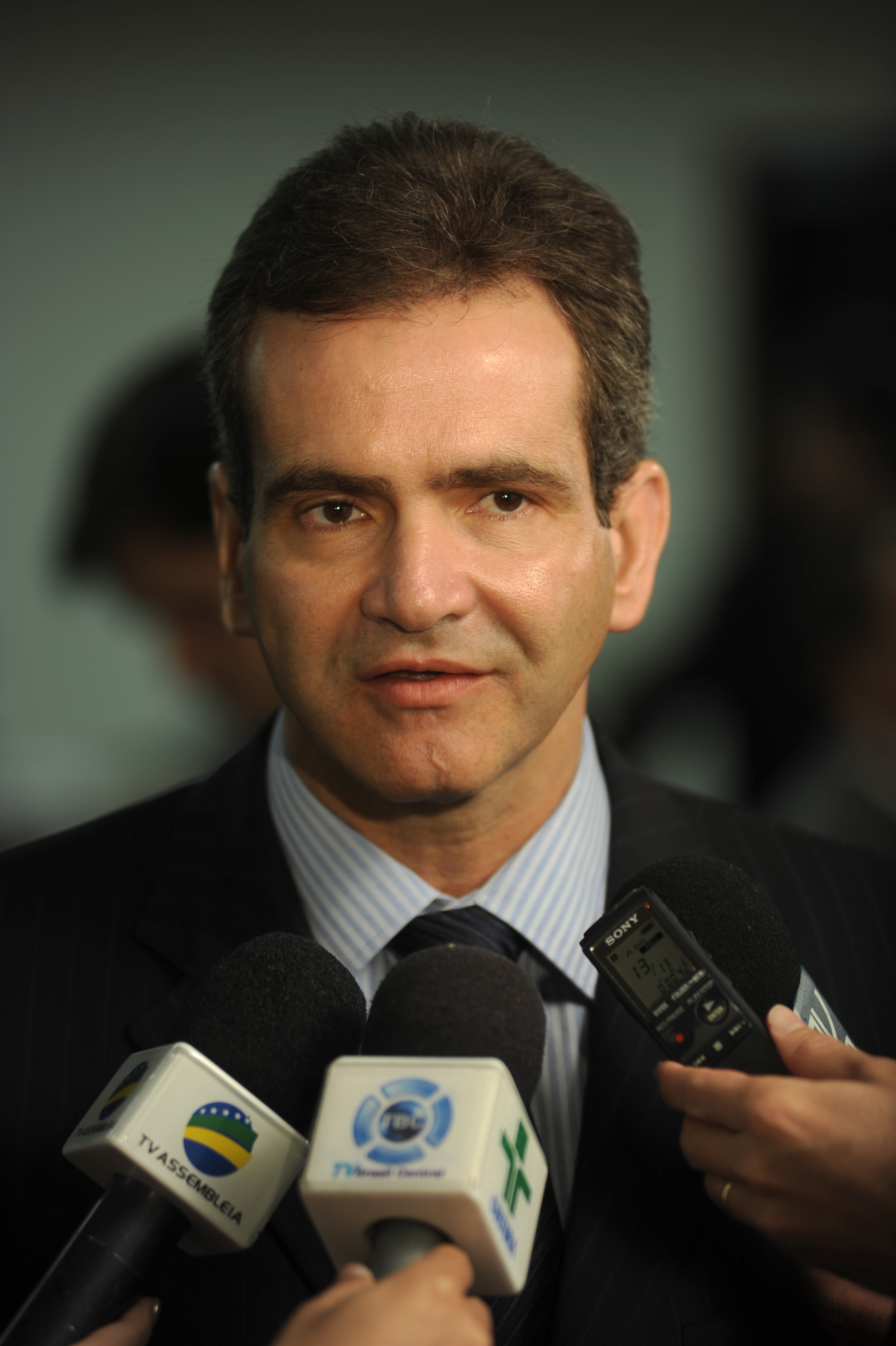
Leonardo Vilela.

O deputado federal Leonardo Vilela (PSDB-GO) foi incluído na lista de pessoas ligadas a Cachoeira pela Polícia Federal, tendo trocado ligações telefônicas e mantido encontros diretos com o bicheiro. O deputado foi ex-secretário de Meio Ambiente do governo de Goiás e era pré-candidato à Prefeitura de Goiânia nas eleições de 2012. O próprio deputado Leonardo Vilela diz ter feito ligações ao bicheiro. Em uma das ligações, segundo Leonardo, fez um pedido de entrevista de emprego para uma pessoa que atuaria numa das empresas de Cachoeira.

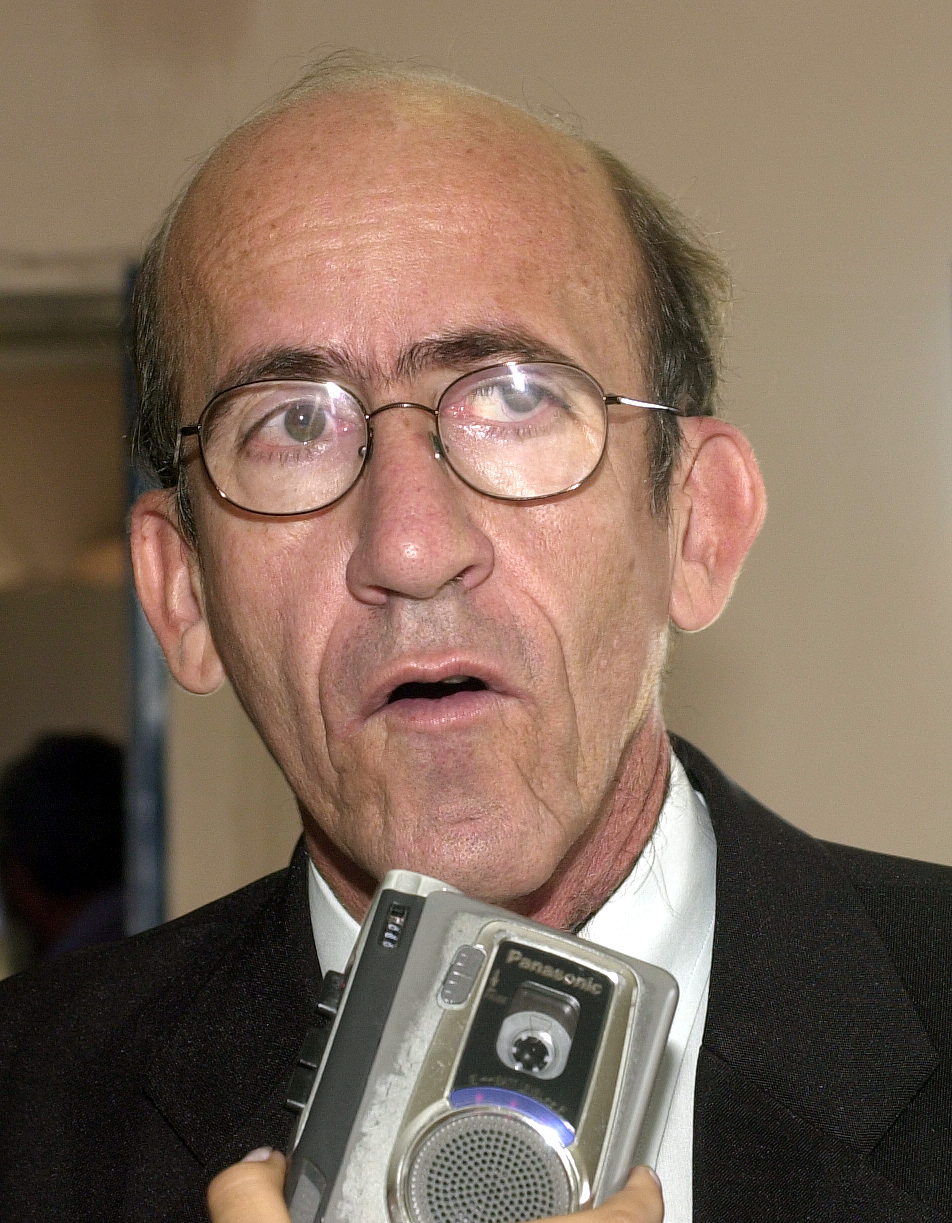
Otoni em 2006.

### Rubens Otoni
O deputado federal Rubens Otoni (PT-GO) aparece em dois vídeos negociando doação de campanha com Carlinhos Cachoeira. Na gravação, Cachoeira oferece R$ 100 mil e insinua já ter contribuído com a mesma quantia em outro momento.
| “ | Eu te ajudei em R$ 100 mil, vou ajudar em mais R$ 100 mil meu | ” |

Otoni disse que o encontro ocorreu em 2004, quando o petista foi candidato a prefeito de Anápolis (GO):

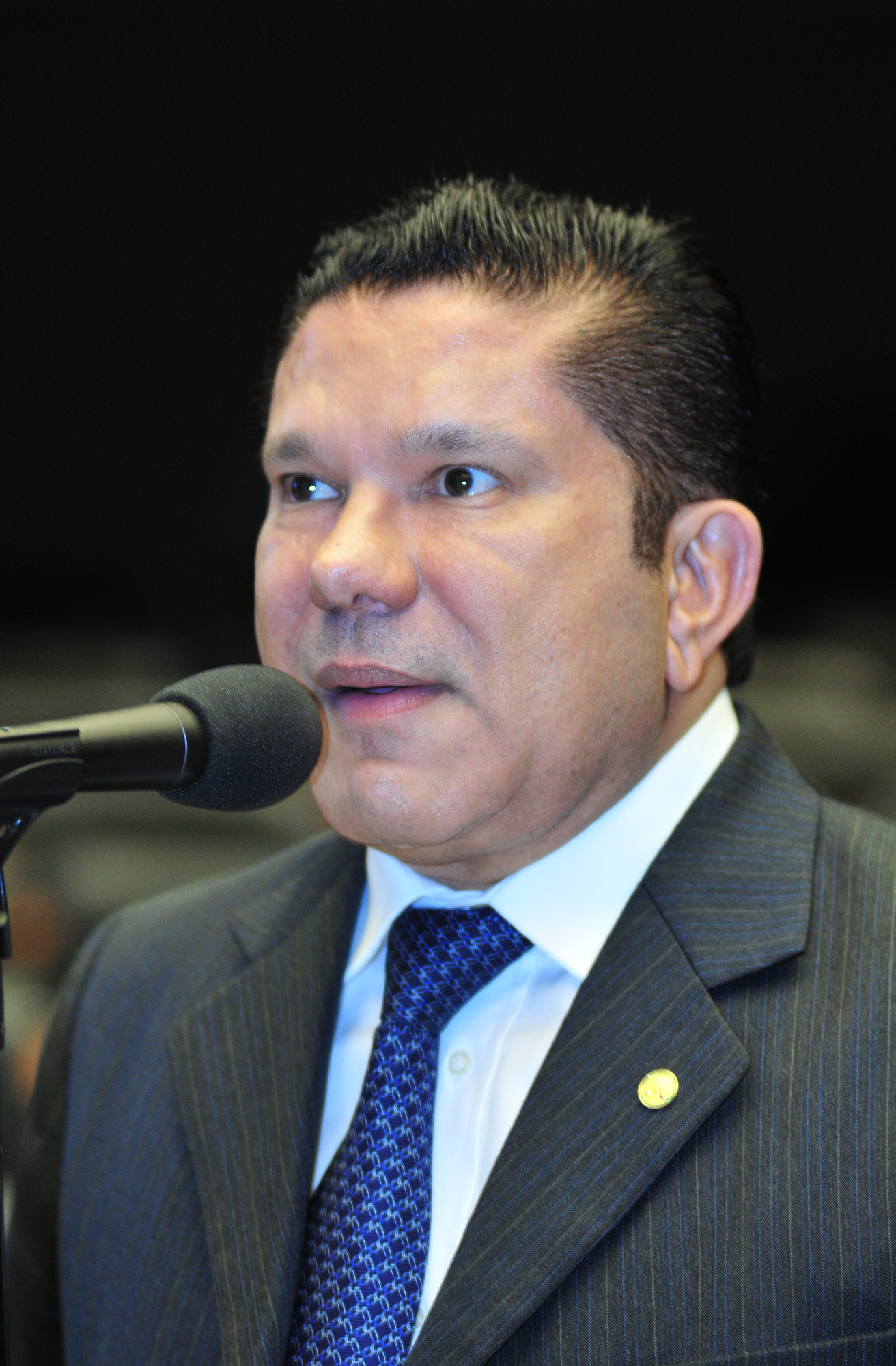
Sandes Júnior em 2013.

| “ | Eu tive uma conversa com Carlos Cachoeiro no sentido de tentar ajudá-lo com a empresa dele. Não foi possível ajudá-lo, e passei a ser inimigo número um dele. | ” |

### Sandes Júnior
O deputado federal Sandes Júnior (PP-GO) foi flagrado negociando diretamente com Cachoeira a realização de uma concorrência pública. O deputado admitiu ser amigo de Cachoeira, mas afirmou que cheques mencionados em diálogo (que somavam R$ 50 mil) eram de uma rádio em que trabalhou e que Cachoeira "estava brincando ao fazer a cobrança de metade do valor".
Sandes Júnior também pediu a Cachoeira ajuda financeira para bancar pesquisa eleitoral. Em uma conversa gravada pela Polícia Federal, o parlamentar recorre ao bicheiro para obter R$ 7 mil para uma sondagem de intenções de votos à Prefeitura de Goiânia. Cachoeira, com interesse em contratos no município, trabalhava para emplacar a candidatura do senador Demóstenes Torres nas eleições de 2012, enquanto Sandes fazia lobby para ser vice de Demóstenes, apontado como favorito em levantamentos internos de partidos aliados.
| “ | Cê não arruma um patrocinador pra uma pesquisa do Serpes, não? É R$ 7 mil | ” |

Sandes Júnior também pediu a Cachoeira ajuda para bancar viagem ao exterior do time de futebol em que joga o seu filho adolescente. O parlamentar apelou (em 28 de abril de 2011) a Carlinhos Cachoeira para que o contraventor conseguisse R$ 150 mil com a cúpula do Laboratório NeoQuímica de Anápolis (GO), para que os jogadores do Colégio Podium, de Goiânia, participassem de competição em Orlando, nos Estados Unidos. O filho de Sandes também viajaria com a equipe.
O deputado já havia sido flagrado na Operação Vegas encomendando a Cachoeira a importação de equipamentos que, uma vez adquiridos, permitiriam a montagem de uma emissora de rádio.
Sandes Júnior tornou-se alvo de inquérito no STF e de representação na Corregedoria da Câmara, que pode dar origem a um processo de cassação por quebra de decoro.

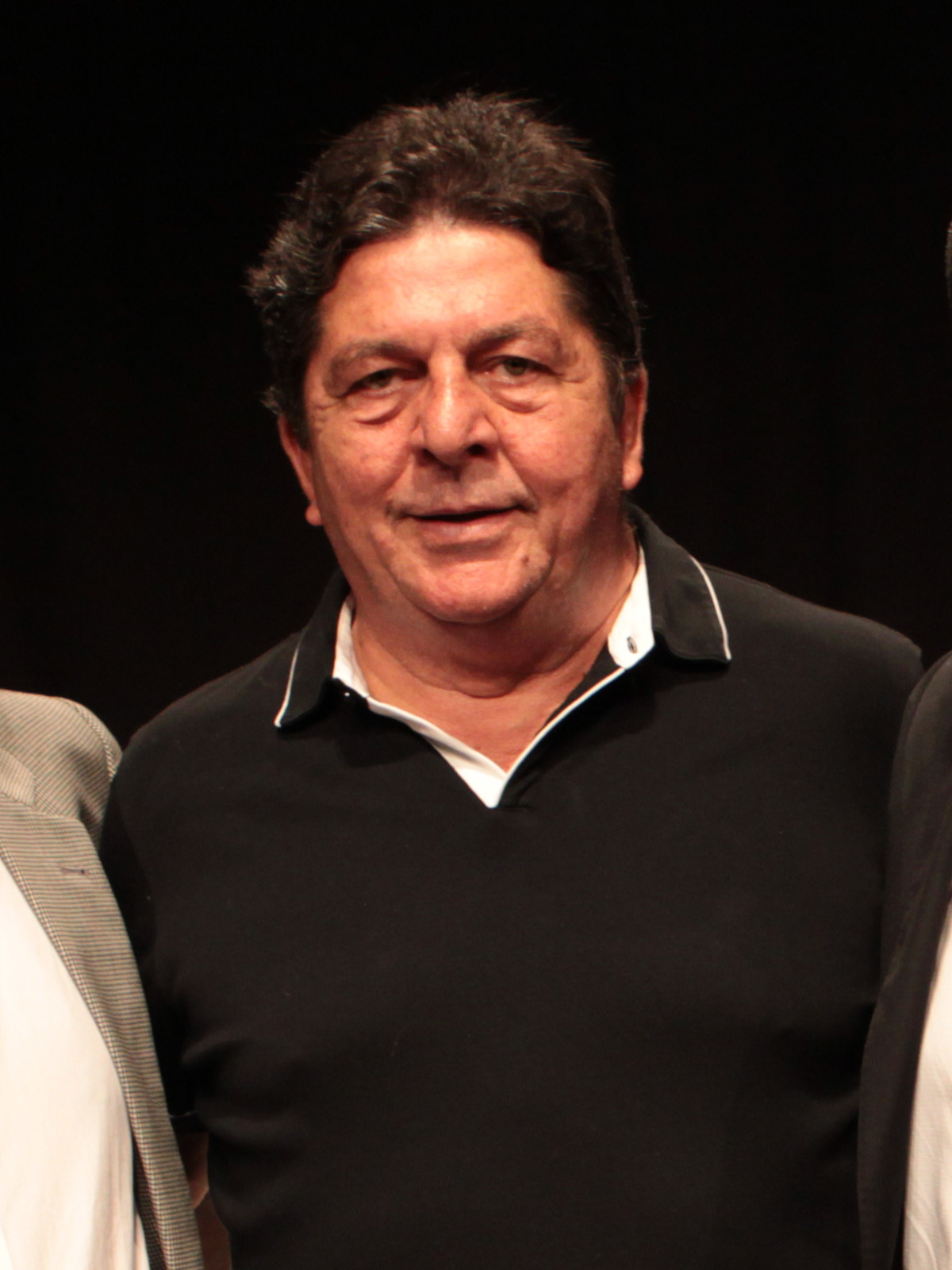
Stepan Nercessian.

### Stepan Nercessian
Stepan Nercessian (PPS-RJ) também confirmou ser amigo do contraventor. Nercessian recebeu R$ 175 mil de Carlinhos Cachoeira, tendo o deputado admitido à Folha de S.Paulo que recebeu o dinheiro, e que o valor de R$ 160 mil seria usado na compra de um apartamento no Rio. Stepan disse que o restante, R$ 15 mil, usaria para adquirir entradas para camarotes na Sapucaí para o Carnaval de 2012. Stepan disse também não se considerar "nenhum criminoso", mas admitiu conhecer Cachoeira "há mais de 20 anos" e que "sempre teve relação social" com o contraventor.

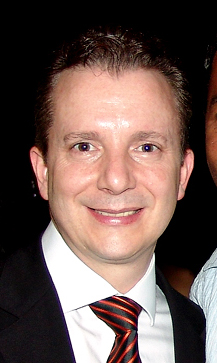
Russomano em 2013.

### Celso Russomanno
O ex-deputado federal Celso Russomanno (PRB-SP) foi citado em uma gravação interceptada pela PF, durante a Monte Carlo, que indicia Russomanno como relacionado ao esquema operado pela quadrilha de Cachoeira. Um relatório da Superintendência da Polícia Federal do Distrito Federal, revelado pelo jornal Correio Braziliense, mostra que Russomano é citado em diálogo como detentor de R$ 7 milhões em uma conta que seria operada pelo grupo do bicheiro.

## Senadores citados

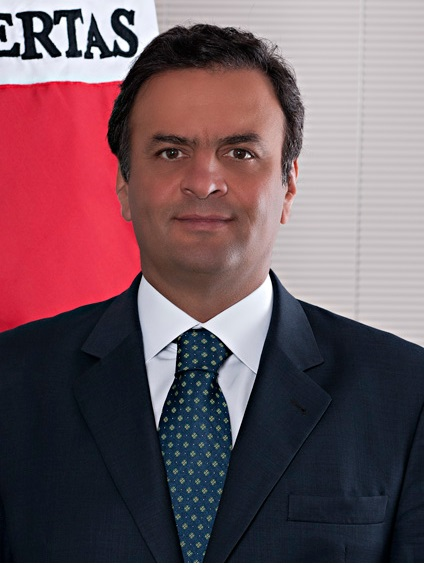
Neves em foto oficial do Senado.

### Aécio Neves (PSDB-MG)
As escutas telefônicas da operação revelaram que o senador Demóstenes Torres intercedeu diretamente junto a Aécio Neves, para que Aécio empregasse Mônica Beatriz Silva Vieira, prima de Carlinhos Cachoeira, em um cargo comissionado no governo de Minas Gerais. O cargo, assumido em 25 de maio de 2011 por Mônica, foi o de diretora regional da Secretaria de Estado de Desenvolvimento Social (Sedese) em Uberaba. Entre o pedido de Cachoeira a Demóstenes até a nomeação de Mônica, passaram-se 12 dias e 7 telefonemas.
Aécio confirmou o empenho em atender à solicitação de Demóstenes, mas alegou desconhecer interesse de Cachoeira na indicação. Aécio disse também se sentir "traído" pelo senador Demóstenes Torres e que, na época em que Demóstenes fez o pedido, não sabia do envolvimento do senador com Cachoeira:
| “ | Cabe a quem indicou a responsabilidade. Me sinto traído na minha boa fé. Nem eu, nem ninguém no Brasil, há um ano sabia das ligações do senador Demóstenes. | ” |

Aécio, antes desta denúncia, solidarizara-se com o senador Demóstenes Torres, quando do surgimento de acusações a Demóstenes suscitadas pela Operação Monte Carlo:

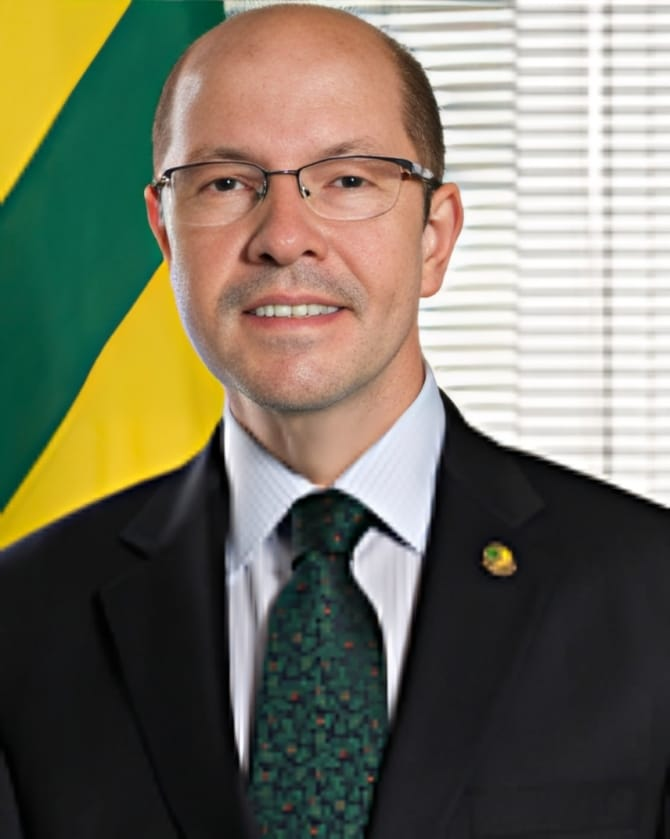
Demóstenes em foto oficial do Senado.

| “ | Vossa Excelência é um homem digno, sempre agiu dessa forma em todos os cargos públicos que ocupou. E digo mais, Vossa Excelência, senador Demóstenes, é dos mais preparados e destemidos homens públicos deste país. E, por isso mesmo, dos mais respeitados. | ” |

### Demóstenes Torres
Nesse escândalo, o senador Demóstenes Torres pediu a desfiliação do DEM-GO por também estar envolvido em relações suspeitas com Carlinhos Cachoeira desvendadas pela operação.

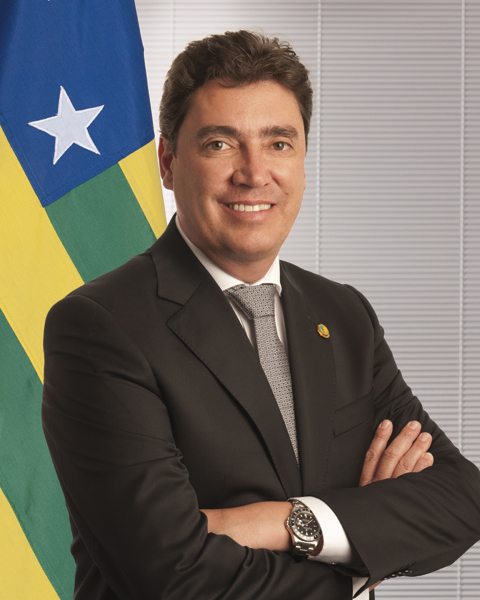
Senador Wilder Morais.

### Wilder Pedro de Morais
Conversas telefônicas usadas pela PF na Operação Monte Carlo mostram que Cachoeira atuou para que Wilder Pedro de Morais (DEM-GO) fosse o senador suplente de Demóstenes Torres.
Devido à cassação de Demóstenes, no dia 13 de julho de 2012, Wilder assumiu o mandato no Senado. Wilder foi secretário de infraestrutura no governo de Marconi Perillo (PSDB) em Goiás e, conforme as escutas, discutiu com o tucano assuntos tratados anteriormente com o bicheiro.
Wilder é um dos empresários mais ricos de Goiás e enfrenta também denúncias relativas à omissão de boa parte de seus bens na prestação de contas ao Tribunal Superior Eleitoral (TSE). Apenas na Junta Comercial de Goiás, registros mostram que Wilder é sócio-proprietário de 24 empresas. Na declaração de bens ao TSE, são listadas somente 15 empresas e um patrimônio de apenas R$ 14,4 milhões.

## Governadores citados

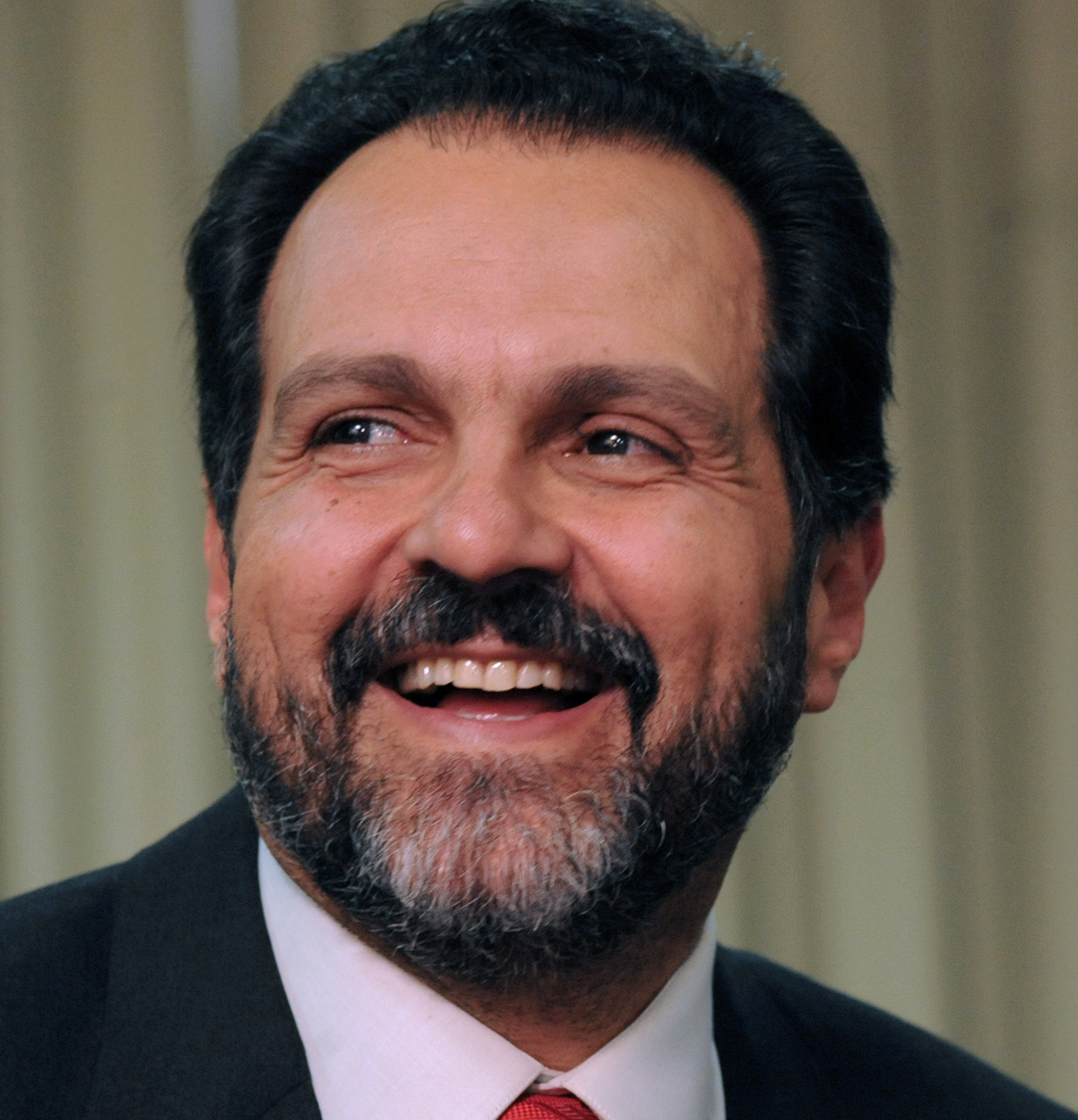
Outro envolvido, o governador do Distrito Federal, Agnelo Queiroz.

### Agnelo Queiroz
Agnelo Queiroz (PT-DF), governador do Distrito Federal, foi citado em gravações da Monte Carlo por membros da quadrilha de Cachoeira como envolvido. Seu chefe de gabinete, Cláudio Monteiro, pediu exoneração após ter seu nome citado nas escutas.
Matéria publicada pelo jornal O Estado de S. Paulo mostra que houve pedido de Agnelo, assim que eleito, para que convênios do sistema de Limpeza Pública do DF e que beneficiam a empreiteira Delta, ligada ao esquema, fossem prorrogados. Apesar de Agnelo inicialmente ter dito que nunca havia se encontrado com Cachoeira, através de um assessor, Agnelo admitiu ter conversado com Cachoeira em um evento quando era diretor da ANVISA (entre 2007 e 2010), durante o governo Lula.

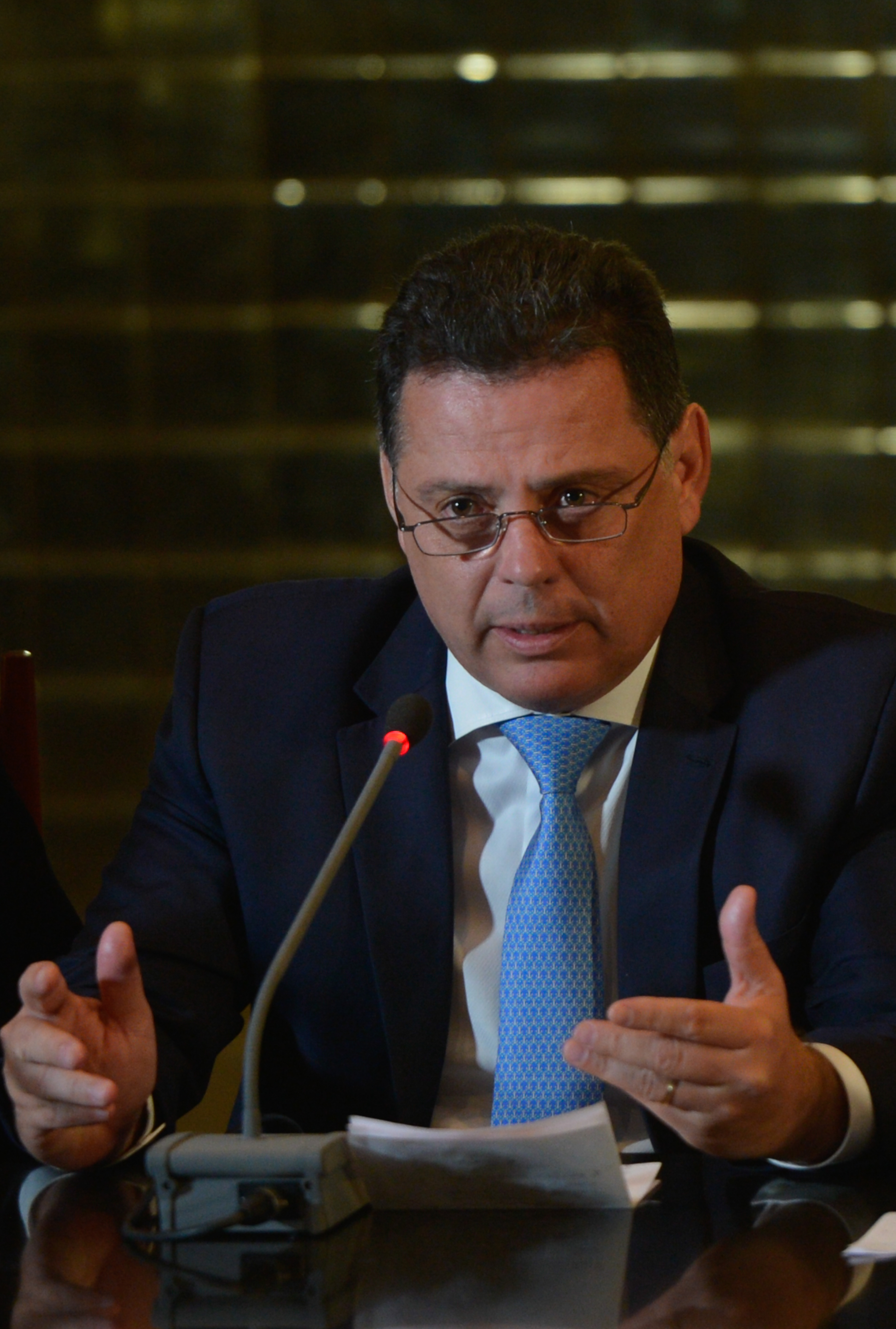
Marconi Perillo em oitiva.

### Marconi Perillo
A chefe de gabinete do governador de Goiás Marconi Perillo (PSDB-GO), Eliane Gonçalves Pinheiro, pediu demissão após ter tido conversas telefônicas dela com Carlinhos Cachoeira inteceptadas, nas quais, é avisada pelo bicheiro sobre uma ação da Polícia Federal que seria desencadeada em 13 de maio de 2011 e que tinha como objetivo combater um esquema de fraudes contra a Receita Federal em diversos estados, incluindo Goiás. A própria Eliane confirmou que mantém "vínculos de amizade" que considera "exclusivamente pessoais com pessoas indiciadas" na Operação Monte Carlo.
Os dados, passados a Eliane por Cachoeira, diziam respeito a alvos da Operação Apate, que investigou no ano passado supostas fraudes tributárias em prefeituras do interior de Goiás. Antes do pedido de exoneração, Perillo chegou a defender a sua chefe de gabinete. Assim como o parlamentar Demóstenes Torres, Eliane usava um rádio Nextel com linha habilitada nos Estados Unidos para se comunicar com o chefe da máfia dos caça-níqueis em Goiás.
O próprio Marconi Perillo admitiu conhecer o bicheiro Cachoeira e ter se encontrado com ele por três vezes em "reuniões festivas", uma delas na casa do senador Demóstenes Torres. Em entrevista à TV Anhanguera (afilada da Rede Globo), Marconi atacou toda a imprensa do Rio de Janeiro e, ao ser questionado se havia vendido uma casa para o bicheiro, respondeu:
| “ | Eu tenho a informação de que um famoso bicheiro no Rio de janeiro foi preso na casa de um dirigente de uma grande empresa de televisão do Brasil. Será que quem vendeu a casa tem culpa disso? | ” |

Relatório da PF (obtido pela Revista Época) concluiu que, logo após assumir o governo de Goiás, em 2011, Perillo e a Delta firmaram um compromisso, intermediado por Cachoeira: a Delta receberia em dia o que era devido pelo governo goiano, desde que a construtora pagasse Perillo.

## Prefeito citado

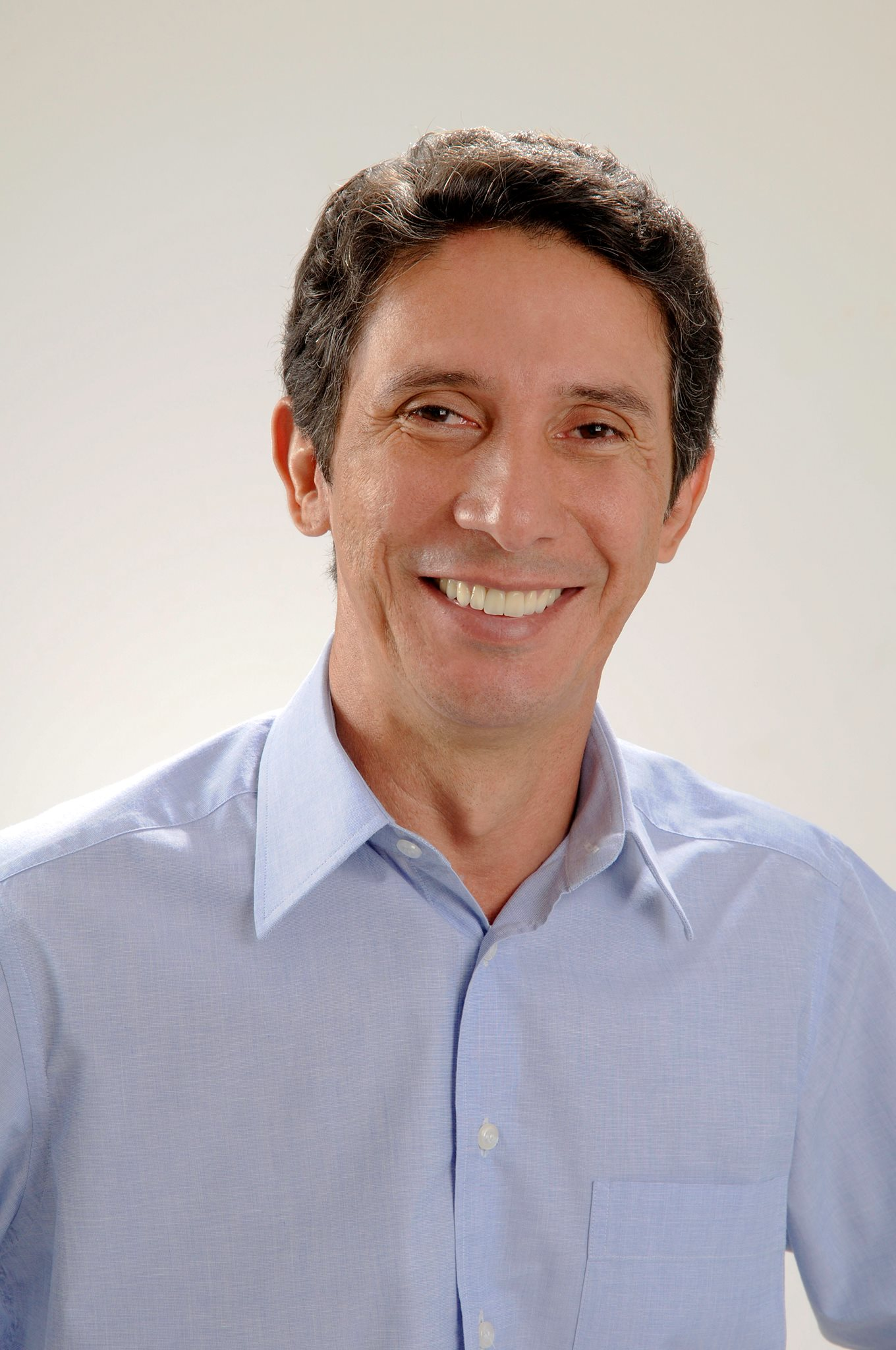
Prefeito Raul Filho.

### Raul Filho
Em uma das diligências de busca e apreensão da Polícia Federal durante a Operação Monte Carlo, foi encontrado um vídeo que mostra o prefeito de Palmas, Raul Filho (PT-TO), negociando com o grupo de Cachoeira.
| “ | Viu Carlinhos, o que a gente busca é o seguinte. Nós temos um projeto político, um projeto de poder no Tocantins. Palmas é um estágio. | ” |

## Vereadores citados
Os vereadores de Goiânia Elias Vaz (PSOL-GO), Santana Gomes (PSD-GO), Maurício Beraldo (PSDB-GO) e Geovani Antônio (PSDB-GO) admitiram ter tido reunião com Cachoeira.

### Santana Gomes

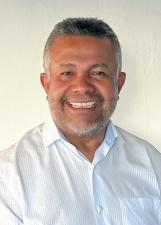
O vereador envolvido no escândalo, Santana Gomes.

O vereador de Goiânia Santana Gomes (PSD-GO) é acusado de articular junto a Cachoeira a candidatura de Demóstenes à prefeitura de Goiânia de 2012. Santana Gomes foi flagrado (13 de março de 2011) em uma conversa com Cachoeira onde propõe um café da manhã para o dia seguinte, a fim de combinar "estratégia beleza" para estruturar a candidatura do senador (Demóstenes).
Nos diálogos, o vereador chama o bicheiro de "chefe" e é objetivo em relação ao propósito da candidatura do senador:
| “ | O Demóstenes vai ser nosso prefeito, não vai? Nós temos que ter alguém com o poder na mão, chefe. | ” |

Ao longo da conversa, Cachoeira orienta Santana a procurar uma liderança política identificada apenas como "Braga". O objetivo é garantir a adesão do político à chapa que seria liderada por Demóstenes.

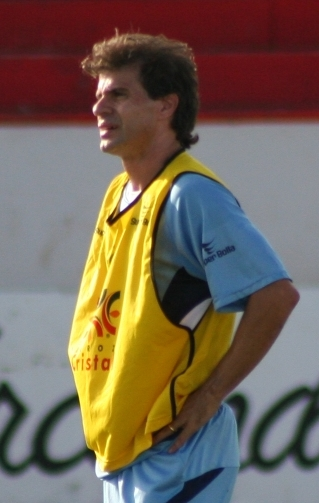
Túlio como jogador de futebol.

### Túlio Maravilha
Túlio Maravilha (PMDB-GO) ex-vereador de Goiânia, teve seu nome citado em telefonemas de Cachoeira, gravados pela PF entre os dias 11 e 31 de março de 2011.
Túlio pediu a Cachoeira cerca de R$ 30 mil reais, o que foi confirmado por meio de seu advogado, Levy Leonardo, informando, porém, que o dinheiro teria sido recebido para sua campanha para deputado estadual, em 2010.
| “ | O Túlio é uma pessoa muito carismática. Ele se envolve com as pessoas, conhece bastante gente. Um dado importante é que Cachoeira é botafoguense. Pode ter vindo daí esse conhecimento dele com o Túlio. Mas envolvimento em negócios, esquemas, nunca houve. | ” |

As gravações indiciam também que Túlio queria empregar Cachoeira como funcionário fantasma em seu gabinete.

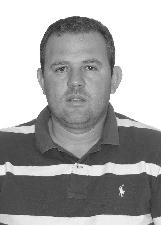
Vereador Wesley Silva.

### Wesley Silva
Wesley Silva, vereador de Anápolis (PMDB-GO), foi um dos presos pela operação.

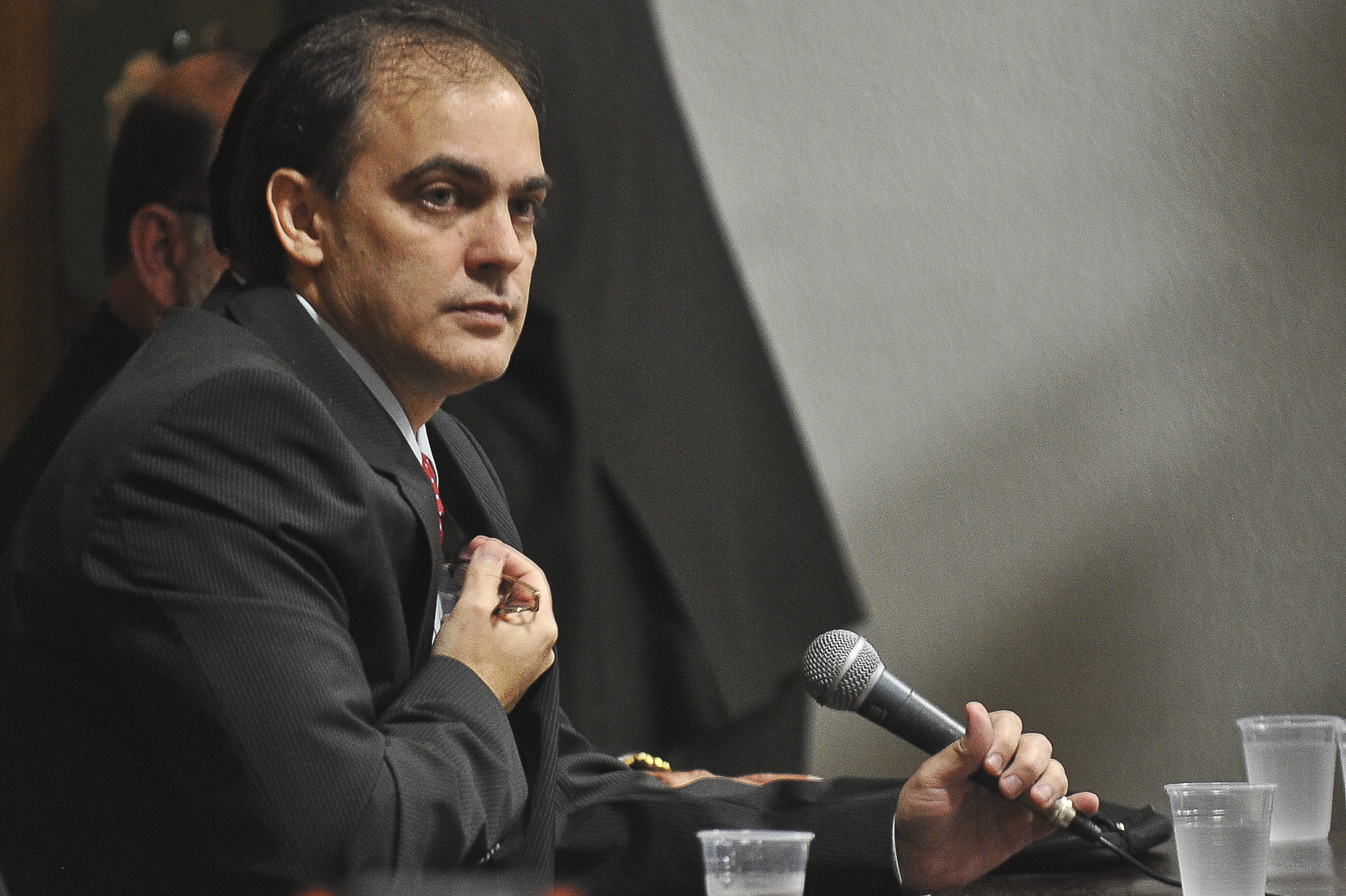
Wladimir Garcez depondo na CPMI do Cachoeira.

### Wladimir Garcez
Wladimir Garcez, ex-vereador de Goiânia (PSDB-GO), foi preso na Operação Monte Carlo suspeito de fazer parte da quadrilha de Cachoeira. Em uma das ligações, Wladimir Garcez afirma ter discutido com ministro da Saúde, Alexandre Padilha, projeto que beneficiaria Cachoeira.
No dia 24 de maio de 2012, Wladimir Garcez fez um discurso na CPMI sobre sua ligação com o contraventor, a venda da casa de Marconi Perillo e ligações com políticos importantes, recusando-se, porém, a responder a perguntas.
| “ | Agi ilicitamente fazendo contatos e apresentando pessoas, aproximando-as, mas não pratiquei qualquer ato, delito, nem qualquer crime. | ” |

## Servidores públicos citados
Gravações feitas durante a operação mostram suposta influência da organização criminosa sobre Alencar José Vital, presidente da Associação Goiana do Ministério Público (AGMP), e Ronald Bicca, procurador-geral do Estado de Goiás. Segundo os investigadores, os dois eram acionados pelo senador Demóstenes para atender interesses de Cachoeira.

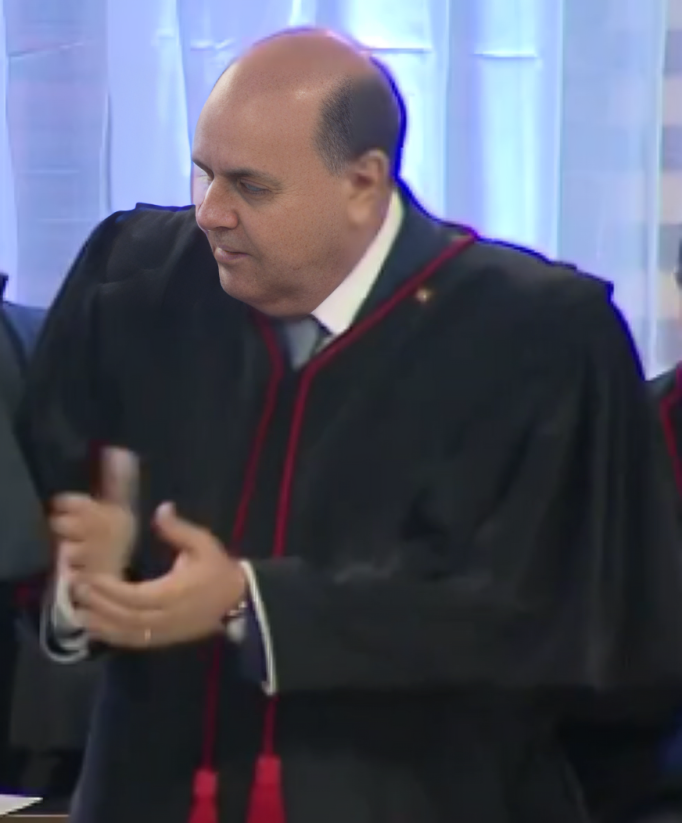
Torres em 2018.

### Benedito Torres
Em gravações da PF, Carlinhos Cachoeira ordena a Demóstenes Torres que acione o seu irmão, Benedito Torres, procurador-geral da Justiça de Goiás (cargo máximo do Ministério Público do estado), para resolver assuntos de interesse de Cachoeira.
Em uma das interceptações telefônicas, de maio de 2011, Cachoeira pede a Demóstenes que consiga um promotor de Justiça goiano com posicionamento público contra a permanência da transportadora Gabardo no Distrito Agroindustrial de Anápolis. Cerca de 20 dias depois, Cachoeira telefona para Demóstenes e se queixa de que a procuradora de Anápolis designada para dar as declarações encomendadas pelo bicheiro não teria se posicionado contra a empresa. “(…) Ela falou ‘não, não tenho nada contra essa empresa aqui não, não vou fazer nada não’”, reclamou o Cachoeira.
O Conselho Nacional do Ministério Público (CNMP) decidiu no dia 29 de maio de 2012 investigar o envolvimento de Benedito Torres com o grupo comandado por Carlinhos Cachoeira, uma vez entender haver elementos suficientes para instaurar uma sindicância e aprofundar as apurações de tráfico de influência.
O corregedor nacional do CNMP, Jeferson Luiz Pereira Coelho, irá acompanhar também a representação encaminhada por promotores à Corregedoria do MP goiano sobre um suposto esquema de espionagem montado no órgão: membros do Ministério Público denunciaram que um programa de computador oculto permitia acesso livre e irrestritos às máquinas. Promotores que atuam no combate ao crime organizado e nas investigações relacionadas à Delta Construções em Goiás denunciaram ter sido alvo do software espião.

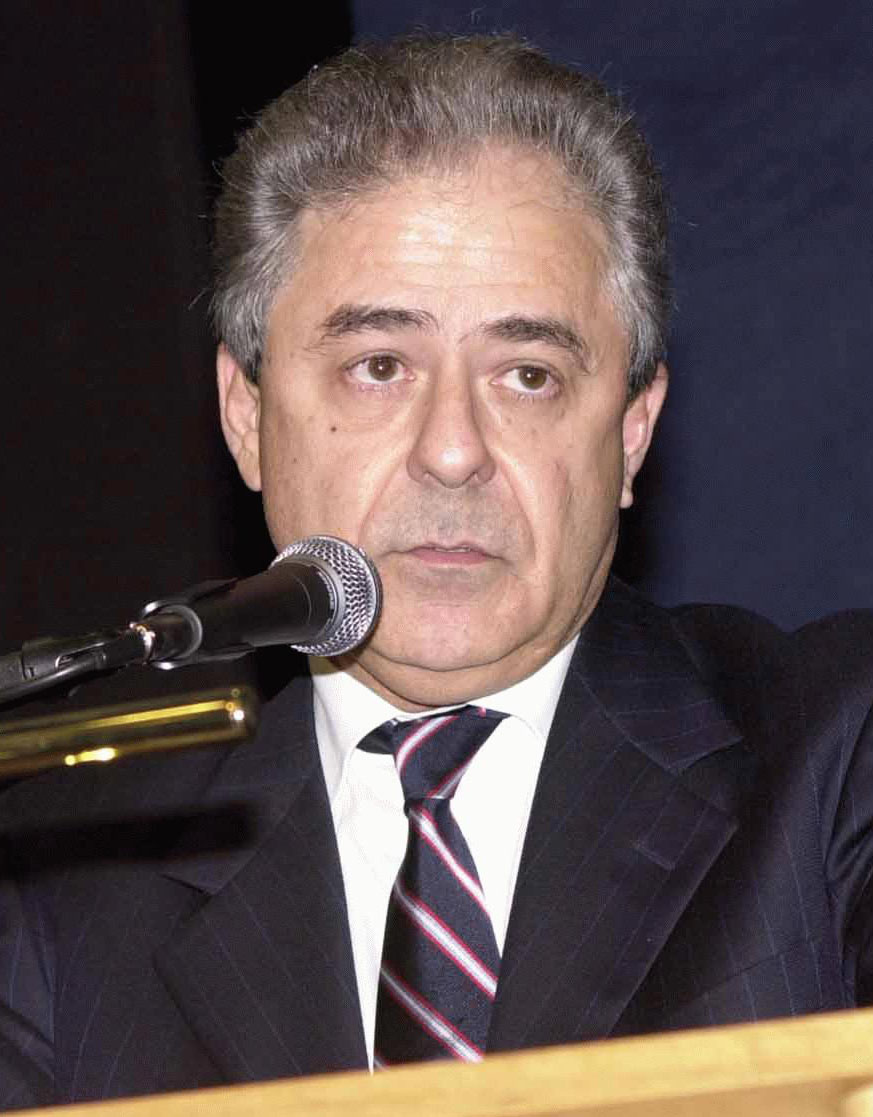
Subprocurador-geral da República, Geraldo Brindeiro.

### Geraldo Brindeiro
A quebra de sigilo do contador da quadrilha de Carlinhos Cachoeira mostrou que o escritório particular do subprocurador-geral da República Geraldo Brindeiro recebeu R$ 161,2 mil das contas de Geovani Pereira da Silva, procurador de empresas fantasmas utilizadas para lavar dinheiro do esquema criminoso.

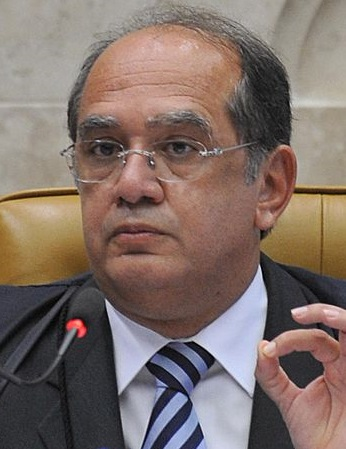
Ministro do STF, Gilmar Mendes.

| “ | Não é possível que um membro do Ministério Público Federal advogue para uma quadrilha criminosa enquanto homens da Polícia Federal se arriscam investigando os acusados. | ” |

### Gilmar Mendes
Em uma conversa entre o senador Demóstenes Torres e o bicheiro Carlinhos Cachoeira, gravada pela Polícia Federal durante a Operação Monte Carlo, o parlamentar afirma a Cachoeira ter trabalhado junto com o ministro do Supremo Tribunal Federal Gilmar Mendes para levar à máxima corte uma ação bilionária envolvendo a Companhia Energética de Goiás (Celg). No diálogo, que durou pouco menos de quatro minutos e ocorreu no dia 16 de agosto de 2011, Demóstenes demonstra intimidade com o ministro ao tratá-lo apenas como "Gilmar". Considerada por muitos políticos goianos a "caixa preta" do governo do Estado, a Celg estava imersa em dívidas que somavam cerca de R$ 6 bilhões. Demóstenes disse a Cachoeira que Gilmar Mendes conseguiria abater cerca de metade do valor com uma decisão judicial.
| “ | "Conseguimos puxar para o Supremo uma ação da Celg aí, viu? O Gilmar mandou buscar. Deu repercussão geral pro trem aí" | ” |

Gilmar Mendes também teria viajado em um jatinho fornecido por Cachoeira, no dia 25 de abril de 2011, quando retornava da Alemanha ao Brasil, na companhia do senador Demóstenes Torres (sem partido-GO). Escutas da Polícia Federal mostram diálogos em que o ex-funcionário da empreiteira Delta e ex-vereador de Goiânia pelo PSDB, Wladimir Garcez, também preso durante a Operação Monte Carlo, diz em ligação a Cachoeira que "o Professor (Demóstenes) está querendo vir de São Paulo no avião do Ataíde" e que "Gilmar" o acompanha. O documento da PF indaga: "Gilmar Mendes?".
| “ | "é… aí eu peguei falei com ele, ele falou não, não preocupa não que eu organizo. Porque tá vindo ele e o Gilmar né, porque não vai achar voo sabe." | ” |

## Empresas citadas

### Delta Construções
O Ministério Público do Distrito Federal e dos Territórios (MPDFT), em 25 de abril de 2012, deflagrou operação desdobramento da Monte Carlo (Operação Saint-Michel) que prendeu em Goiânia o ex-diretor da Delta Construções no Centro-Oeste, Cláudio Abreu.

### Serpes
O Serpes, instituto de pesquisas que atua em Goiás, foi citado na operação em diálogo entre o deputado federal Sandes Júnior (PP-GO) e Cachoeira, quando Sandes pedia verba a Cachoeira para encomendar pesquisa de opinião pública a este instituto. O Serpes confirmou que Sandes Júnior costuma encomendar levantamentos e que foi feita uma sondagem para a prefeitura de Goiânia
Em laudo da PF, uma das sócias da Serpes, Ana Cardoso de Lorenzo, aparece como beneficiária de um repasse de R$ 56 mil da Alberto e Pantoja Construções, empresa acusada de lavar dinheiro no esquema do bicheiro.

### Alberto e Pantoja Construções
A Alberto e Pantoja Construções é acusada de lavar dinheiro no esquema de Carlinhos Cachoeira.

## CPMI
O ministro do Supremo Tribunal Federal (STF) Ricardo Lewandowski atendeu ao pedido da Comissão Parlamentar Mista de Inquérito (CPMI) do Cachoeira e decidiu compartilhar, com a comissão, o inquérito de número 3.430. Não obstante o processo ter permanecido em segredo de justiça, apenas três horas após o ministro do Lewandowski decidir compartilhar com o Congresso Nacional o conteúdo do inquérito, um site de notícias publicou a íntegra do documento.